# Балакр (командир псилов Александра Македонского)
Ба́лакр (др.-греч. Bάλακρoς) — военачальник Александра Македонского.
Происхождение Балакра неизвестно. Впервые он упомянут в качестве командира над метателями дротиков во время битвы при Гавгамелах. Его отряд в тысячу воинов перед началом сражения находился на правом фланге впереди конницы гетайров. Застрельщики были выставлены в качестве противодействия персидским колесницам с косами. Согласно Арриану, воины Балакра справились с задачей. Они поражали возниц и коней кучей дротиков, в результате чего те не нанесли македонскому войску какого-либо серьёзного ущерба.
В 329 году до н. э. Балакр командовал псилами (легковооружёнными воинами-застрельщиками) во время битвы со скифами севернее Яксарта. В 327 году до н. э. во время следования войска через земли аспасиев Александр разделил войско на три части. Отряд Балакра попал под командование Леонната.
Квинт Курций Руф упомянул Балакра во время Индийского похода Александра. Именно Балакр был послан на разведку и сообщил, что индусы покинули неприступную скалу Аорн. Дальнейшая судьба Балакра неизвестна.